# 阿朗佐·巴伯斯
阿朗佐·卡尔·巴伯斯（英語：Alonzo Carl Babers，1961年10月31日—），美国前男子田径运动员。他曾在1984年夏季奥运会田径比赛中获得男子400米和4×400米接力金牌。他在1979年至1983年间就读于美国空军学院。